# Дилай, Андрей Степанович
Андрей Степанович Дилай (13 октября 1958, Сокаль, Львовская область) — советский и украинский футболист, защитник и опорный полузащитник. Чемпион СССР 1983 года в составе «Днепра». Мастер спорта СССР (1982).

## Биография
Воспитанник ДЮСШ города Сокаль, первый тренер — Я.Цимборский. Во взрослом футболе начал выступать во время службы в армии, которую проходил в Закарпатье. В 1978 году играл в соревнованиях КФК за «Механизатор» (Иршава), 1979 год провёл во второй лиге в составе «Говерлы» (Ужгород), а с 1980 года в течение полутора сезонов играл в первой лиге за «Спартак»/«Прикарпатье» (Ивано-Франковск).
В ходе сезона 1981 года перешёл в днепропетровский «Днепр». Дебютный матч за клуб в высшей лиге сыграл 8 августа 1981 года против «Черноморца», заменив на 75-й минуте Анатолия Оленева. Уже со следующего тура стал игроком стартового состава клуба. Свой первый гол в высшей лиге забил 25 июня 1983 года в ворота донецкого «Шахтёра». В 1983 году стал со своей командой чемпионом СССР, сыграв все 34 матча и забив 2 гола. В том же сезоне отметился 7 голевыми передачами, причём три из них отдал в матче против «Жальгириса» (3:1) 10 сентября 1983 года. Четвертьфиналист Кубка чемпионов УЕФА 1984/85. Двукратный бронзовый призёр чемпионата СССР (1984, 1985). Всего в составе «Днепра» сыграл 147 матчей (3 гола) в высшей лиге, 25 матчей в Кубке СССР и 7 матчей в еврокубках. К середине сезона 1986 года перестал регулярно играть в основе «Днепра» и в конце сезона покинул команду. Включён в число 50 лучших игроков в истории «Днепра» по версии football.ua под № 22.
В 1987—1988 годах играл в первой лиге за «Колос» (Никополь). В ходе сезона 1988 года перешёл в полтавскую «Ворсклу» из второй лиги, затем играл за «Звезду» (Кировоград), а в середине 1989 года вернулся в «Колос», который теперь также играл во второй лиге.
В сезоне 1991/92 выступал в Венгрии.
Весной 1992 года провёл 14 матчей в переходной лиге Украины за кировоградскую «Звезду», после чего завершил профессиональную карьеру. В сезоне 1993/94 играл на любительском уровне за «Химик» (Сокаль), также за эту команду провёл один матч в Кубке Украины.
После окончания профессиональной карьеры играл за ветеранские команды, в том числе в международных соревнованиях. Выступал в мини-футболе за «Динамо» (Львов), также был его тренером. Кроме того, тренировал любительские команды Львовской области по большому футболу.

## Личная жизнь
Старший в семье из трёх братьев, оба его брата работали врачами. Женат. Сын по профессии экономист.